# Ruta Sakowska

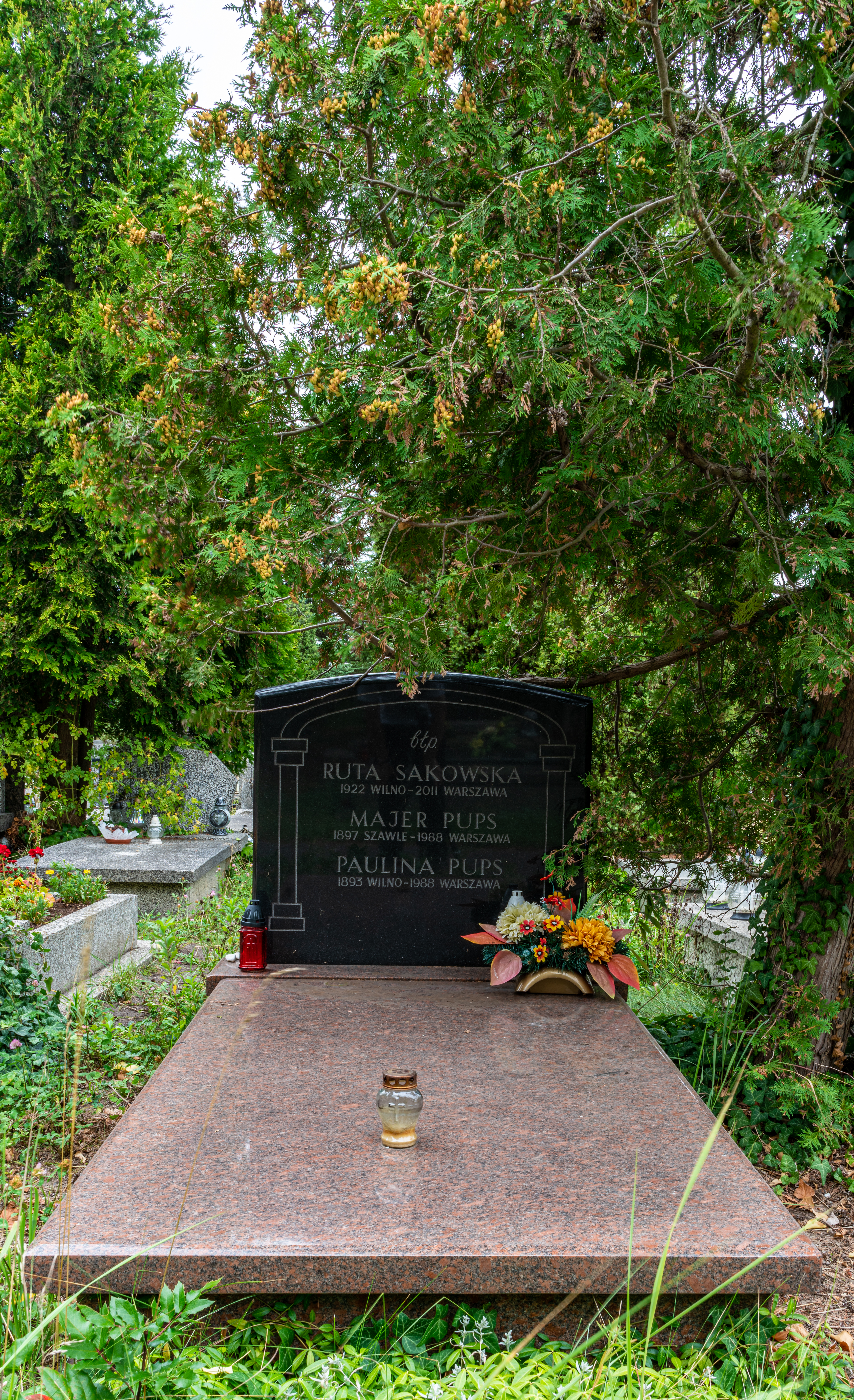
Grab von Ruta Sakowska in Warschau

Ruta Sakowska, geborene Pups (geb. 29. Juli 1922 in Wilna; gest. 22. August 2011 in Warschau) war eine polnische Historikerin. Von 1958 bis 2011 war sie wissenschaftliche Mitarbeiterin am Jüdischen Historischen Institut und publizierte Materialien aus dem Ringelblum-Archiv.

## Biografie
Sie wurde in Wilna in einer jüdischen Familie als Tochter eines Journalisten und einer Angestellten der belarussischen Bibliothek geboren. Nach dem Abschluss des Gymnasiums in Wilna studierte sie in Warschau und Pinsk. Sie überlebte den Holocaust in der Sowjetunion, wo sie unter anderem in einer Textilfabrik in Fergana arbeitete. 1944 begann sie an der Universität Moskau ein Geschichtsstudium, das sie 1949 an der Universität Vilnius abschloss, wo sie  anschließend als Dozentin am dortigen Lehrerinstitut unterrichtete.
1958 kehrte sie mit ihren Eltern nach Polen zurück. Im November desselben Jahres nahm sie eine Stelle am Jüdischen Historischen Institut in Warschau an, das damals unter der Leitung von Bernard Mark stand, und setzte ihre Studien bei Artur Eisenbach (1906–1992) fort. 1975 wurde sie am Institut für Geschichte der Polnischen Akademie der Wissenschaften für ihre Dissertation „Soziales Leben im Warschauer Ghetto“ promoviert. Für ihre grundlegenden Arbeiten zur Geschichte des Holocausts in Polen erhielt sie zahlreiche Ehrungen, unter anderem 1997 die nach Jan Karski und seiner Gattin Pola Nirenska benannte Auszeichnung.
Ruta Sakowska führte für die Geschichte des Ghettos das Konzept der Evolution der Widerstandsformen vom zivilen zum bewaffneten Widerstand ein. Als Expertin, Forscherin und Herausgeberin des Ringelblum-Archivs präsentierte sie dieses geheime Archiv als geschichtliches Element des Widerstands im Warschauer Ghetto und als interdisziplinäre Institution, die in einer lebensgefährlichen Situation nach hohen wissenschaftlichen Standards arbeitete.

## Publikationen (Auswahl)
- Menschen im Ghetto: die jüdische Bevölkerung im besetzten Warschau 1939–1943. Aus dem Polnischen von Ruth Henning. Fibre, 1999. ISBN 978-3-929-75937-2.
- Die zweite Etappe ist der Tod. NS-Ausrottungspolitik gegen die polnischen Juden, gesehen mit den Augen der Opfer: ein historischer Essay und ausgewählte Dokumente aus dem Ringelblum-Archiv 1941–1943. Edition Hentrich, 1993. ISBN 978-3-894-68077-0.
- Scream the truth at the world: Emanuel Ringelblum and the hidden archive of the Warsaw Ghetto: Museum of Jewish Heritage-A Living Memorial to the Holocaust. New York und Warschau, 2001. ISBN 978-8-385-88819-2.